# Малуша (връх)
Вижте пояснителната страница за други значения на Малуша.
Малуша (или Акри Джебел) е връх в Стара планина с височина 1341 m.
Разположен е на главния старопланински вододел, на границата между община Габрово и община Казанлък. Върхът се намира на километър и половина западно от Шипченския проход. На него се водят сражения в хода на Руско-турската война - по време на Шипченската битка през август 1877 година и на битката при Химитлийския проход през януари 1878 година.
В подножието на върха се намира туристическият заслон „Малуша“.

## Други
На Малуша е наречена улица в квартал „Лозенец“ в София (Карта).